# 愛絲科拉訴可口可樂瓶裝公司
愛絲科拉訴可口可樂瓶裝公司（Escola v. Coca-Cola Bottling Co., 24 Cal.2d 453, 150 P.2d 436 (1944)）為加州最高法院於1944年所作成的一個判決，其內容涉及一起由於可口可樂瓶子爆炸而使人受傷的意外。本案為美國普通法關於產品責任發展的重要案例，判決受到關注的部份不是本案的多數意見，而是由加州最高法院法官羅傑·特雷諾所提出的協同意見。

## 事實與訴訟過程
原告格拉迪斯·愛絲科拉（Gladys Escola）為某一間餐廳的服務生。在她把可口可樂拆箱放入冰箱的過程中，其中一瓶可樂在他的手上爆開，並且造成她的手掌及拇指受有深達5英吋傷勢。
爆裂開的瓶子上半部連同瓶蓋仍然在她的手中，而下半部則掉落到地上，但是並未碎裂。爆裂開的瓶子並未被提出於法庭之上，因為那些殘骸早已在意外發生後便被餐廳的其他服務生丟棄。然而，愛絲科拉仍然透過在法庭上描述該破裂瓶子的狀況，並且藉由圖示來標示出瓶子裂成兩半的「破裂線」位於何處來加以舉證說明。另外，其中一名可口可樂的載貨司機也被傳喚為證人，證言他曾經看過其他的可口可樂爆炸，而且他也曾經在搬運的過程中，在倉庫中發現破裂的瓶子；但他不知道為什麼這些瓶子會爆炸。
愛絲科拉由梅爾文·貝利律師代理訴訟。陪審團最後依據事實自證（res ipsa loquitur）法則作成有利於原告的裁決。

## 多數意見
審判長法官菲爾·吉布森作成維持下級審判決的裁判。他認為，儘管於意外發生時，被告對於使人受傷的器具並未有排他的控制力，但其對於遭指控為有過失的行為發生時具有控制力。
在檢視紀錄以後，證據充分顯示足以支持一項合理的推論，涉案的瓶子在被告運送至餐廳後，並未由於任何外力而造成損傷。因此，這表示該瓶子在被告交出控制權之時便有某種瑕疵，因為正常且妥當裝配的碳酸飲料瓶，於謹慎處理的情況下，通常不會爆炸。[Escola, 24 Cal.2d at 459]
另外，即使原告提出證據想要推翻由於適用「事實自證」法則後被推定的過失，但法院認為這個問題已經被妥適的提出於陪審團，而這並未改變陪審團所作出的裁決。

## 協同意見
羅傑·特雷諾法官對於本判決提出協同意見，其認為在判斷本案時，產品造成顧客受傷的商品製造人應該被課予「嚴格責任」（strict liability），而非過失責任。其以許多早期判決作為其立論依據（特別是麥克弗森訴別克汽車公司案），特雷諾法官認為，公共政策要求「責任基礎應該被修正，如此方能更有效的降低具有造成生命、健康傷害的瑕疵商品進入市場的風險。」他認為，商品製造人比起獨立的消費者能更有準備去承擔傷害所造成的損失，同時他也特別提到，加州州法對於造成消費者生病或受傷的食品製造人早已適用嚴格責任。
特雷諾法官也認為，多數意見已經接近適用嚴格責任，儘管判決的說理表面上是建立在「事實自證」法則之上：
在交由陪審團決定過失的推定是否被推翻的情況下，就算有證據去對抗這個推定，過失責任也將近似於嚴格責任。並不需要如此迂迴，而以過失為損害賠償的基礎，然後再課予事實上無過失責任。假如公共政策要求商品製造人無論其對於商品品質有無過失都應該負責，那就沒有理由公開修正這個責任。（24 Cal.2d at 463.）
特雷諾法官也表示，大量製造與銷售商品的現代系統的性質，造成消費者於購買商品時難以或無法檢查並辨識商品是否安全，也難以證明製造人是否具有過失，因此課予商品製造人無過失責任應該是一個較為務實的標準。

## 後續發展
今日，本案已經被廣泛的認為係美國法中的一個指標性案例 。理由在於，1963年「Greenman v. Yuba Power Products」案（59 Cal. 2d 57 （页面存档备份，存于）），由特雷諾法官主筆的多數意見中，便適用了這個他在19年前便已經提倡的規則，在「Greenman」一案中，特雷諾法官寫道：「我們無庸再檢視課予商品製造人嚴格責任的理由。他們已經被引述的案例給表明。」當然，這些被引述的案例都是提到他自己在愛絲科拉案中的協同意見。因為特雷諾法官在本案中整合了他自己在愛絲科拉案中的意見，因此這兩個案子通常被拿來一起教授和討論。

## 延伸閱讀
- Hart v Dominion Stores and Coca Cola Ltd. 1968 1 O.R. 775

## 參照
1. ↑  See, e.g., Lawrence M. Friedman, American Law in the 20th Century (New Haven: Yale University Press, 2004), 356-357, and Jay M. Feinman, Law 101: Everything You Need to Know About the American Legal System, rev. ed. (New York: Oxford University Press, 2006), 165-168.

## 外部連結
- Full text opinion （页面存档备份，存于） from the State Bar of California